# Belize i olympiska sommarspelen 2000
Belize deltog i de olympiska sommarspelen 2000 med en trupp bestående av 2 deltagare, 1 man och 1 kvinna, och de tog inga medaljer.

## Friidrott
Herrarnas 200 meter
- Jayson Jones
  1. Omgång 1 - 22,20 (→ gick inte vidare, 63:e plats)

Damernas 100 meter
- Emma Wade
  1. Omgång 1 - 12,25 (→ gick inte vidare, 64:e plats)